# Phycochus graniceps
Phycochus graniceps är en skalbaggsart som beskrevs av Thomas Broun 1886. Phycochus graniceps ingår i släktet Phycochus och familjen Aphodiidae. Inga underarter finns listade i Catalogue of Life.